# Mendozellus incisus
Mendozellus incisus är en insektsart som beskrevs av Delong 1982. Mendozellus incisus ingår i släktet Mendozellus och familjen dvärgstritar. Inga underarter finns listade i Catalogue of Life.